# Acanthophyllum spinosum
Acanthophyllum spinosum là loài thực vật có hoa thuộc họ Cẩm chướng. Loài này được (Desf.) C.A.Mey. mô tả khoa học đầu tiên năm 1831.